# Архив Юго-Западной России
«Архив Юго-Западной России, издаваемый Комиссией для разбора древних актов, состоящей при Киевском, Подольском и Волынском генерал-губернаторе», также «Архив Юго-Западной России» — сборник исторических документов и литературных памятников Украины XIV—XIX веков. Издатель — Временная комиссия по упорядочению древних актов, основанная при Киевском, Подольском и Волынском генерал-губернаторе. 
Архив опубликован в 1859—1914 годах в 8 частях, 35 томах. Концепция архива, разработанная историком права, профессором Киевского университета  Н. Д. Иванишевым, основывалась на проблемно-хронологическом принципе построения серии, в соответствии с чётко определёнными темами, которые составляли её части. Предполагалось издание документов преимущественно из фондов Киевского центрального архива древних актов, основанного в 1852 году при Киевском университете. Позже план и проблематику дополнил В. Б. Антонович. Был расширен корпус исторических документов, особенно по истории русского казачества, и источниковая база серии: использованы архивные сборники из разных городов Российской империи и других стран — материалы Литовской метрики, хранившейся сначала в архиве Синода в Санкт-Петербурге, позже — в Министерстве юстиции в Москве; документы Львовского ставропигиального института, Шведского государственного архива в Стокгольме, архивы Львова, Варшавы, Ватикана и тому подобное. Отбор документов осуществлялся в зависимости от исторического и научного значения для изучения всех аспектов прошлого Украины, в том числе такой малоизученной в то время проблематики, как социально-экономическая жизнь, социальные, национально-освободительные движения. Тексты печатались на языке оригиналов с соблюдением правописания. Отказ от переводов, применение метода транскрипции позволило ввести в научный оборот значительное количество документов, часть которых до наших дней сохранилась только в издании комиссии. Работу по отбору источников и подготовке их к публикации осуществляли главные редакторы — Н. Иванишев, В. Антонович, М. Владимирский-Буданов. Каждый том открывает вступительная статья, как правило, представляющая собой основательное монографическое исследование по соответствующей тематике. Среди редакторов и авторов предисловий, кроме главных редакторов, известные учёные — С. Голубев, М. Грушевский, И. Каманин, А. Крыловский, Ф. Лебединцев, О. Левицкий, Н. Молчановский, С. Терновский и другие члены комиссии. К томам добавлены именные и географические указатели.

## Структура архива
Часть 1-я (12 томов) Содержит документы по истории православной церкви на Украине 14-18 веков: королевские грамоты, папские буллы, патриаршие грамоты, распоряжения духовной власти и королевских сановников; акты православных и униатских храмов, епархиальных духовных судов; материалы об отношениях православных с католиками и унийцами, православные братства, церкви и монастыри и организации при них училищ и госпиталей; заветы духовных и светских лиц, пожертвования имений церквам и монастырям; документы о деятельности архимандрита М.Значко-Яворского, подчинение Киевской митрополии Московскому патриарху, введение Брестской церковной унии 1596 года; памятники литературной полемики православных, католиков и унийцив, среди которых впервые напечатаны работы И.Вишенского, П.Могилы.
Часть 2-я (3 тома) Содержит постановления провинциальных сеймиков и ответы короля на их обращения, инструкции послам на генеральный сейм и др. документы, датированные 1596—1726.
Часть 3-я (6 томов) — Акты о казаках и гайдамаках 1500—1789, освещающих Косинского восстание 1591—1593, Наливайко восстание 1594—1596, Федоровича Тараса восстание 1630, восстание 1638 под руководством Я.Острянина, сутки и события национальной революции 1648—1676, дипломатических сношениях гетманского правительства с Россией, Польшей и другими странами 1649—1716.
Часть 4-я (1 том) — Акты о происхождении шляхетских родов 1443—1780 годов.
Часть 5-я (2 тома, том 2-й из 2 частей) — Документы по истории русских городов 1432—1798 (Киевщина, Волынь, Подолье), положение еврейского населения 1765-91 по данным переписей.
Часть 6-я (2 тома с отдельным приложением к 1-му) — акты 1498—1799 об экономическом и юридическом положении крестьян.
Часть 7-я (3 тома, том 3-й из 2 частей) — Документы о заселении Приднепровской Украины в 14-17 веков, описания замков, люстрации староств, инвентарь, жалобы, донесения и т. п., характеризующих географию расселения, этнографический и социальный состав населения.
Часть 8-я (6 томов) — Материалы по истории местного управления, состояний, землевладения и перераспределения земель, акты гражданского и уголовного права, судопроизводства 15-18 веков.